# Dahlien
Die Dahlien (Dahlia), selten auch noch Georginen genannt, bilden eine Pflanzengattung in der Familie der Korbblütler (Asteraceae). Viele Sorten werden als Zierpflanzen verwendet.

## Beschreibung

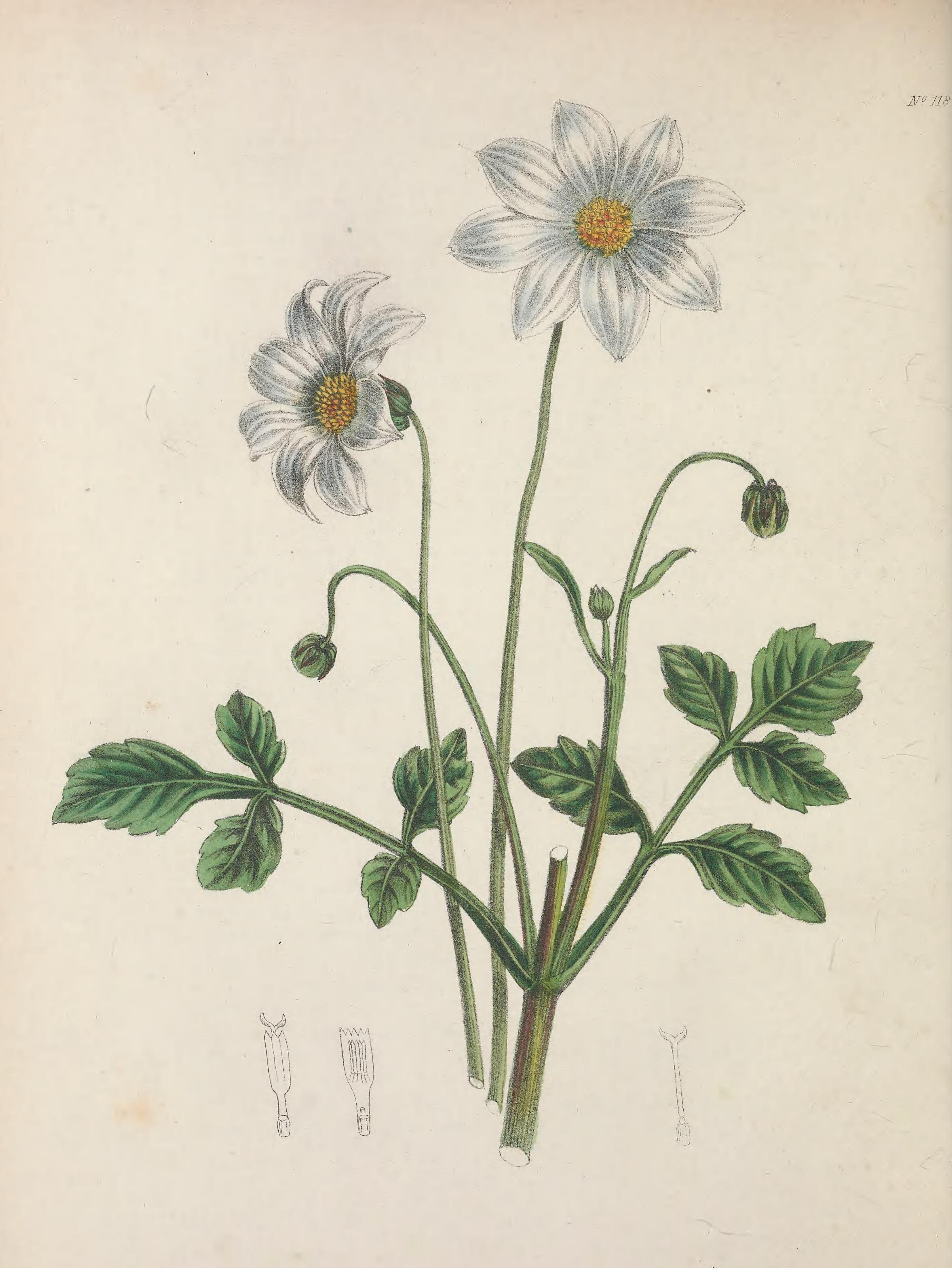
Illustration aus The floral cabinet and magazine of exotic botany, 1840 von Dahlia scapigera

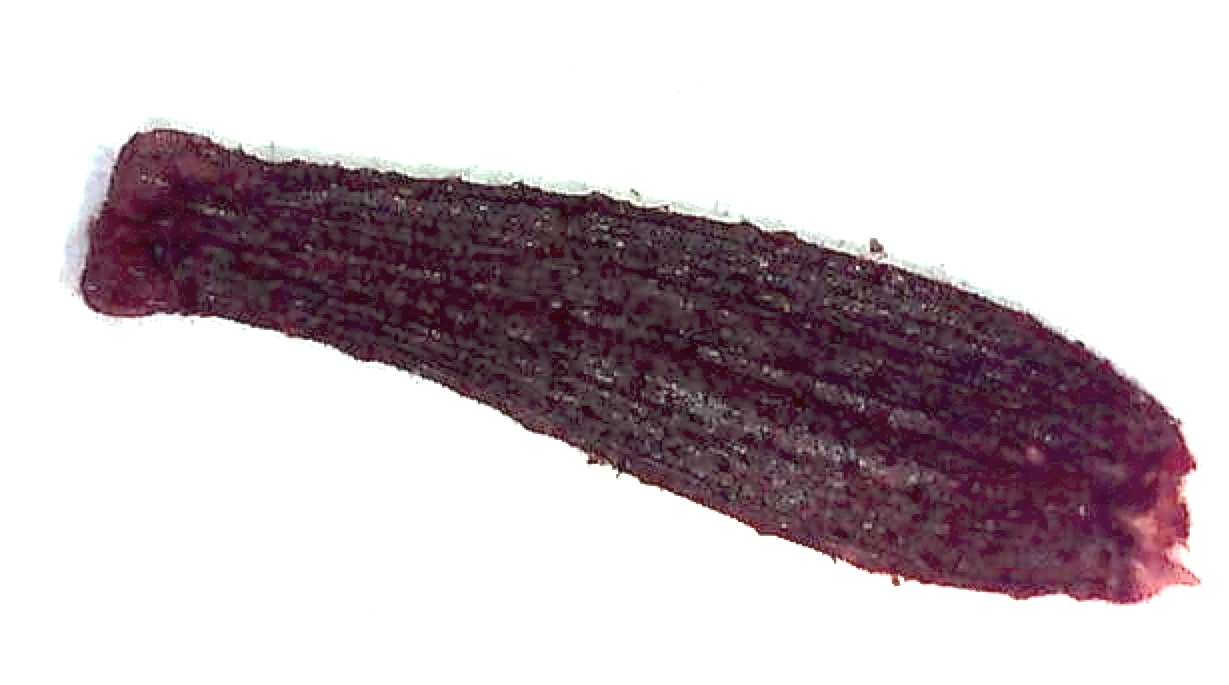
Achäne

### Vegetative Merkmale
Dahlien-Arten sind ausdauernde krautige Pflanzen, die am Stängelgrund manchmal etwas verholzen, selten kletternde Epiphyten (Dahlia macdougallii). Sie bilden Knollen oder knollig verdickten Rhizome als Überdauerungsorgane. Wenige Arten, wie beispielsweise Dahlia imperialis, können Wuchshöhen von bis zu 8 oder sogar 10 Metern erreichen. Dahlia macdougallii bildet Luftwurzeln. Die aufrechten, meist unverzweigten Stängel stehen je nach Sektion einzeln, zu zweit bis viert oder zahlreich in Bündeln.
Die echt gegenständig oder in dreizähligen Wirteln angeordneten Laubblätter sind einfach bis dreizählig fiedrig zusammengesetzt; der Blattrand kann fein bewimpert sein. Nebenblätter sind häufig vorhanden.

### Generative Merkmale
Die runden körbchenförmigen Blütenstände stehen an langen, schlanken und kahlen Blütenstandsschäften. Die Hüllblätter stehen in zwei Reihen. Die fünf (selten vier bis sieben) äußeren Hüllblätter sind schmal linear bis eiförmig-rundlich, am Grund verschmälert und zur Anthese aufrecht, abstehend oder zurückgeschlagen, fleischig und grün, die acht (selten sieben oder neun) inneren sind häutig, an den Rändern weißlich-durchscheinend oder trocken, sonst braun bis rot, an den Spitzen oft purpurfarben oder rot abgesetzt, eiförmig und an den oberen Enden annähernd spitz bis stumpf, zur Fruchtzeit sich vergrößernd.
Die Achänen sind nicht geschnäbelt.
Die Chromosomenzahlen betragen meist 2n=16, vereinzelt auch 17 und 18, gelegentlich kommt Tetraploidie vor.

## Systematik und Verbreitung

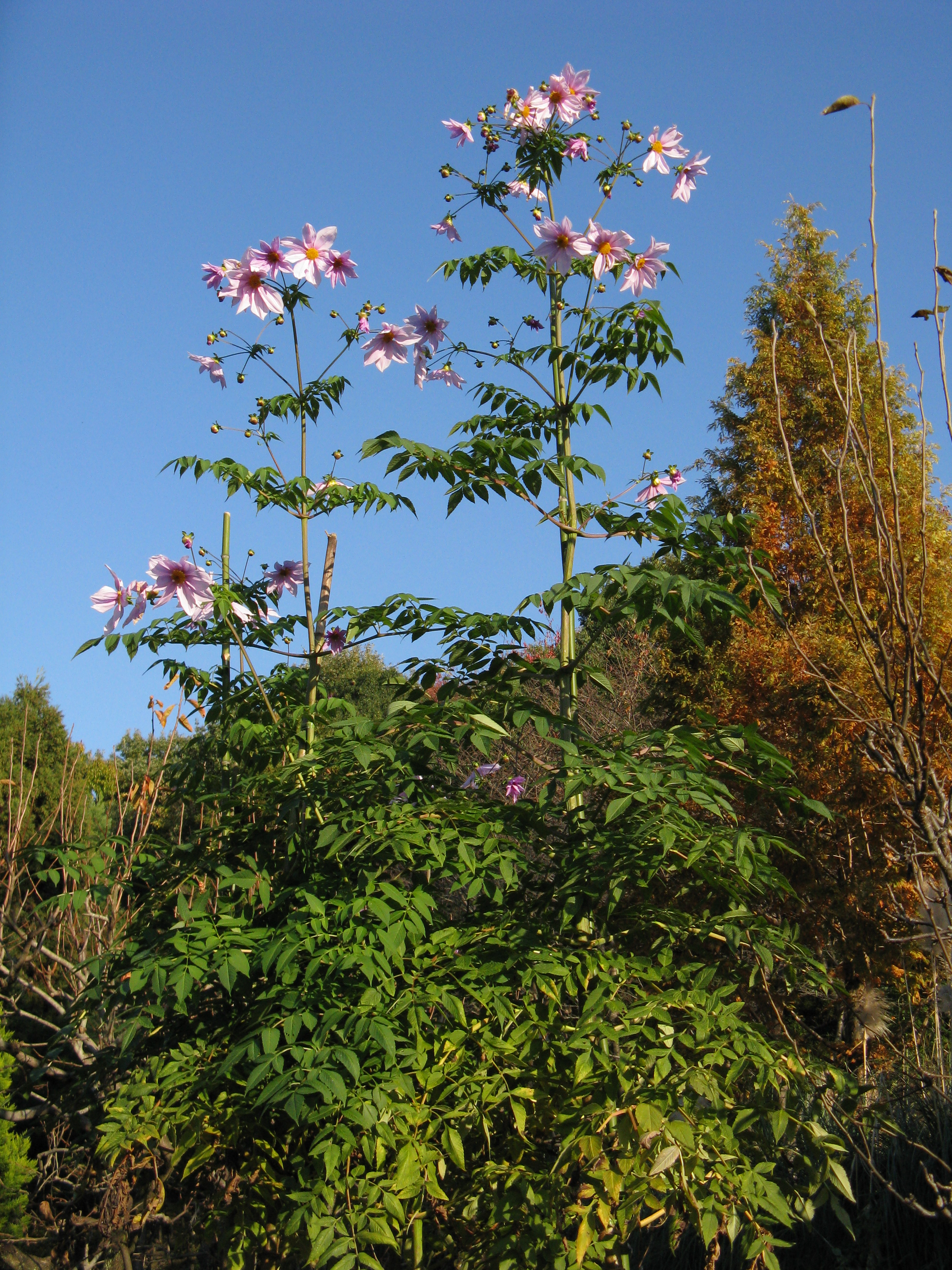
Sektion Pseudodendron: Dahlia imperialis

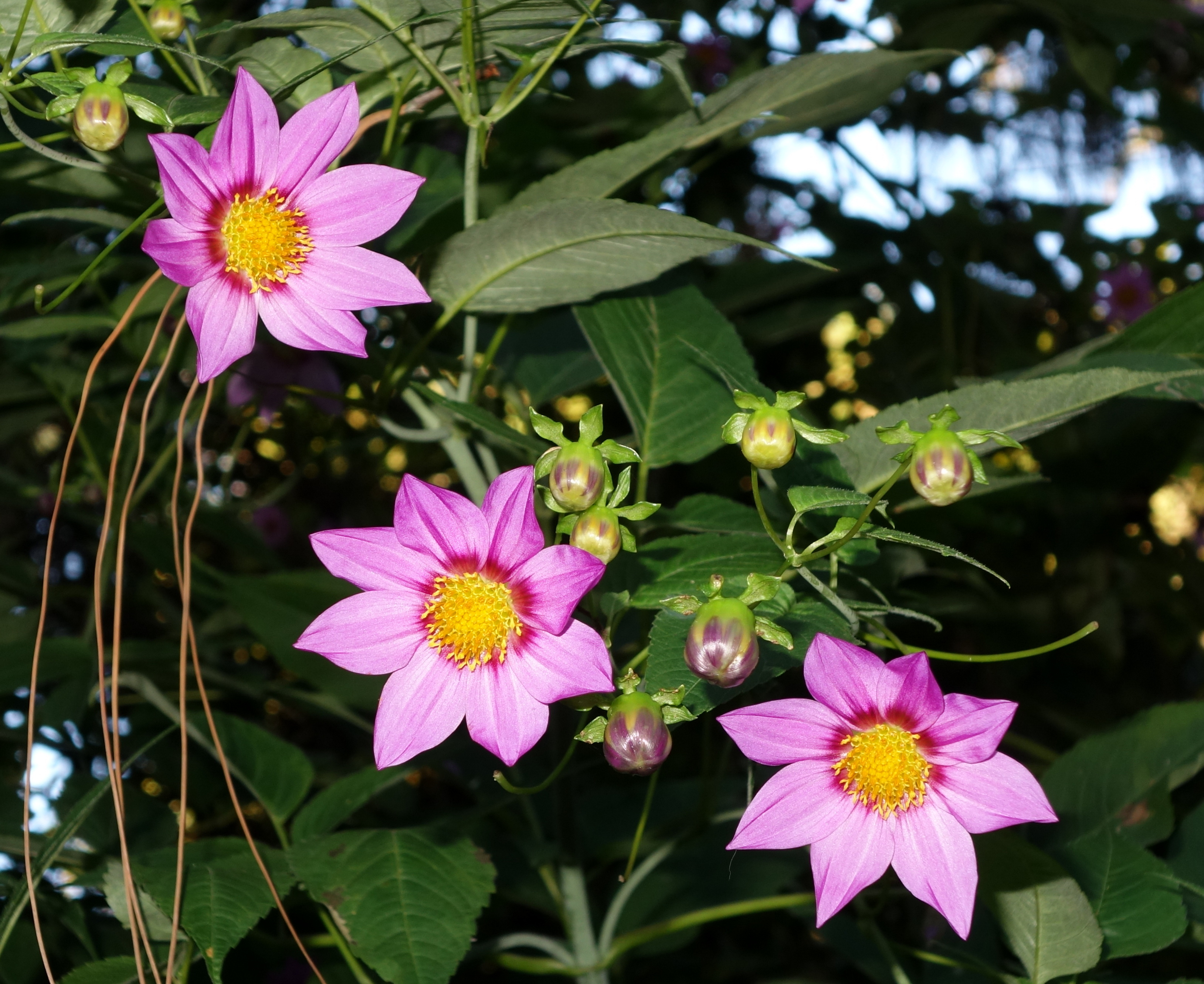
Sektion Pseudodendron: Dahlia tenuicaulis

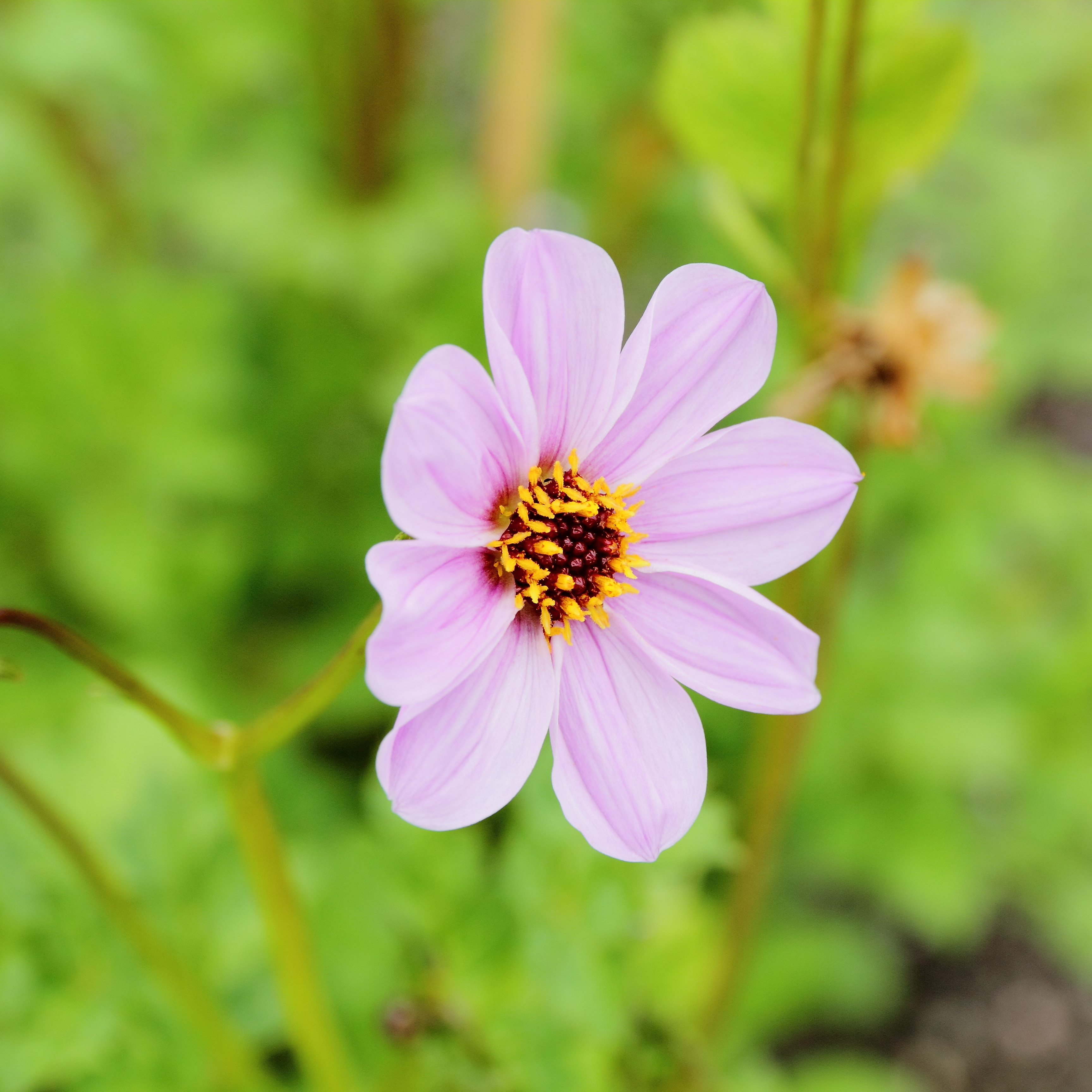
Sektion Dahlia: Merck-Dahlie (Dahlia merckii)

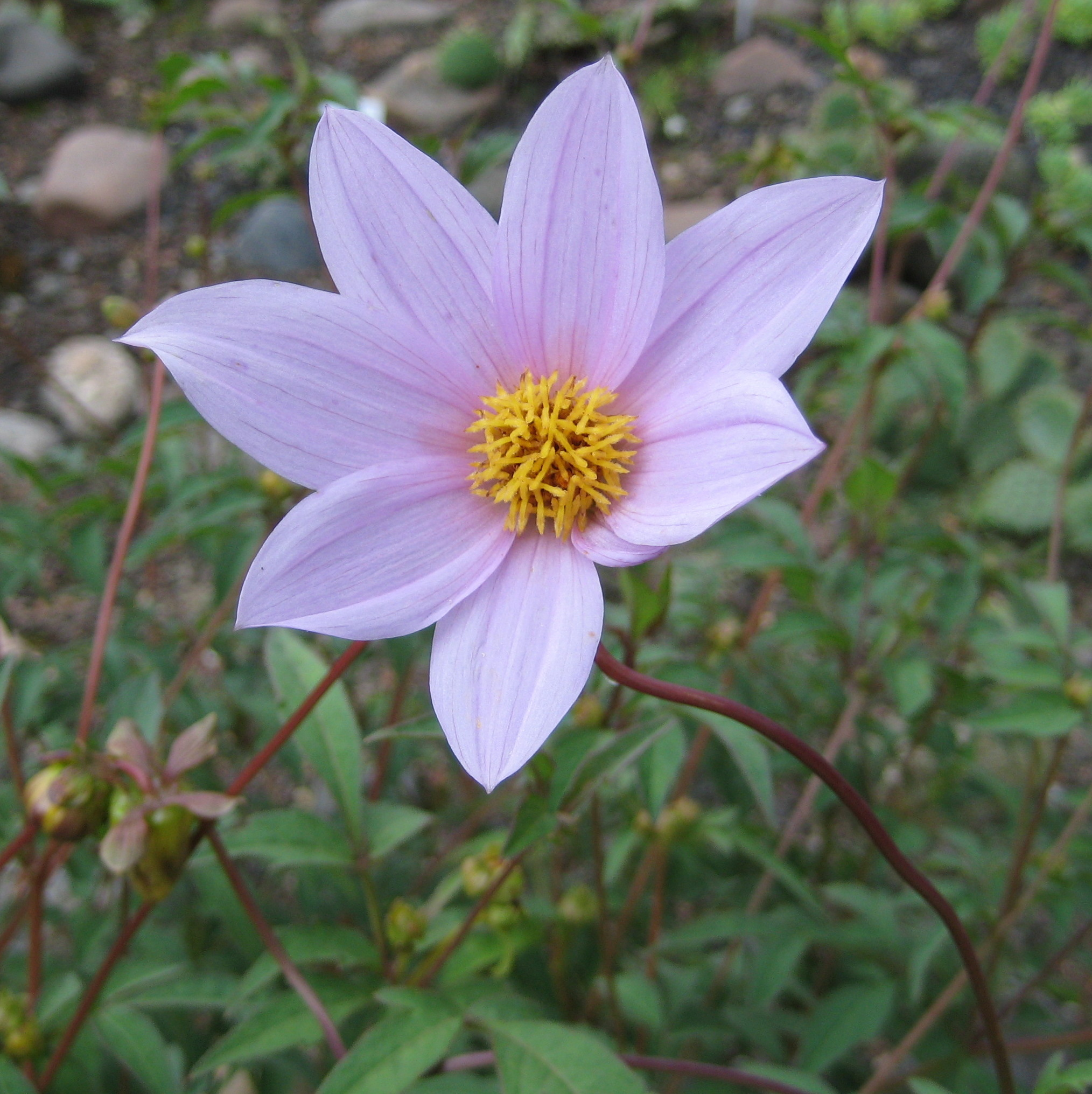
Sektion Dahlia: Dahlia sherffii

Die Gattung Dahlia ist auf den Hochebenen Mexikos und Guatemalas bis nach Kolumbien heimisch.
Die Gattung wird in vier Sektionen gegliedert und enthält etwa 35 Arten:
- Sektion Pseudodendron Sherff: Die Arten dieser Sektion sind verholzt, haben einen Stammdurchmesser von 1,5 bis 10 Zentimetern und werden 2 bis 9 Meter hoch.
  - Dahlia imperialis Roezl ex Ortgies (Syn.: Dahlia maximiliana hort. ex Hook. f., Dahlia maxonii Saff.): Sie ist von den mexikanischen Bundesstaaten Chiapas, Oaxaca sowie Veracruz über Guatemala, El Salvador, Honduras, Nicaragua, Costa Rica bis Panama und Kolumbien verbreitet.[2]
  - Dahlia campanulata Saar, P.D.Sørensen & Hjert.: Sie wurde 2003 aus dem mexikanischen Bundesstaat Oaxaca erstbeschrieben. Die Chromosomenzahl beträgt 2n = 32.[1]
  - Dahlia excelsa Benth.: Sie kommt in Mexiko vor.[2]
  - Dahlia tenuicaulis P.D.Sørensen: Sie kommt in den mexikanischen Bundesstaaten Guerrero, Jalisco, Michoacán und Oaxaca vor. Die Chromosomenzahl beträgt 2n = 32.[1]

- Sektion Epiphytum Sherff: Mit nur einer Art:
  - Dahlia macdougallii Sherff: Sie ist eine Liane mit Stämmen, die bis zu 5 Zentimetern dick und bis zu 20 Meter lang sind. Sie können bis 10 Meter hoch wachsen. Dieser Endemit ist nur von einem Ort im mexikanischen Bundesstaat Oaxaca bekannt.[1]

- Sektion Entemophyllon P.D.Sørensen:
  - Dahlia congestifolia P.D.Sørensen: Dieser Endemit ist nur von einem Ort im mexikanischen Bundesstaat Hidalgo bekannt.[1]
  - Dahlia dissecta S.Watson: Sie kommt in den mexikanischen Bundesstaaten Hidalgo und San Luis Potosí vor. Sie hat die Chromosomenzahl 2n = 34.[1]
  - Dahlia foeniculifolia Sherff: Sie kommt in den mexikanischen Bundesstaaten Nuevo León und Tamaulipas vor.[1]
  - Dahlia linearis Sherff: Dieser Endemit ist nur von einem Ort im mexikanischen Bundesstaat Querétaro bekannt. Sie hat die Chromosomenzahl 2n = 34.[1]
  - Dahlia rupicola P.D. Sørensen: Sie kommt im mexikanischen Bundesstaat Durango vor.[2] Sie hat die Chromosomenzahl 2n = 34.[1]
  - Dahlia scapigeroides Sherff: Sie kommt im mexikanischen Bundesstaat Hidalgo vor. Sie hat die Chromosomenzahl 2n = 34.[1]
  - Dahlia sublignosa (P.D.Sørensen) Saar & P.D.Sørensen: Sie kommt im mexikanischen Bundesstaat Tamaulipas vor.[1]

- Sektion Dahlia: Die Arten dieser Sektion erreichen Wuchshöhen von 30 Zentimeter bis 3 Metern.[1]
  - Merck-Dahlie (Dahlia merckii Lehm.): Sie kommt in den mexikanischen Bundesstaaten Guerrero, Hidalgo, Morelos, Nuevo León, Puebla, San Luis Potosí, Tamaulipas und Veracruz vor. Sie hat die Chromosomenzahl 2n = 32.[1]
  - Dahlia cordifolia (Sessé & Moc.) McVaugh (Syn.: Dahlia cardiophylla S.F.Blake & Sherff): Sie kommt im mexikanischen Bundesstaat Guerrero vor. Sie hat die Chromosomenzahl 2n = 32.[1]
  - Dahlia apiculata (Sherff) P.D.Sørensen: Sie kommt in den mexikanischen Bundesstaaten Oaxaca und Puebla vor. Sie hat die Chromosomenzahl 2n = 32.[1]
  - Dahlia purpusii Brandegee: Sie ist nur von einer Stelle im mexikanischen Bundesstaat Chiapas bekannt.[1]
  - Garten-Dahlie (Dahlia ×pinnata Cav.; Syn.: Dahlia rosea Cav., Dahlia variabilis (Willd.) Desf., Dahlia × hortensis Guillaumin, Georgina variabilis Willd.; = Dahlia coccinea × Dahlia sorensenii): Sie ist nur aus Kultur bekannt.[2]
  - Dahlia sorensenii H.V.Hansen & Hjert.: Sie kommt in den mexikanischen Bundesstaaten Hidalgo, San Luis Potosí, México und im Bundesdistrikt Mexiko-Stadt vor. Sie hat die Chromosomenzahl 2n = 64.[1]
  - Dahlia pteropoda Sherff: Sie kommt nur im mexikanischen Bundesstaat Puebla vor. Die Chromosomenzahl ist 2n = 64.[1]
  - Dahlia rudis P.D. Sørensen: Sie kommt im mexikanischen Bundesstaat Hidalgo und im Bundesdistrikt Mexiko-Stadt vor. Sie hat die Chromosomenzahl 2n = 32.[1]
  - Dahlia brevis P.D. Sørensen: Sie kommt im mexikanischen Bundesstaat México vor. Sie hat die Chromosomenzahl 32.[1]
  - Dahlia moorei Sherff: Dieser Endemit ist nur von einem Ort im mexikanischen Bundesstaat Hidalgo bekannt.[1]
  - Dahlia hintonii Sherff: Sie kommt nur im mexikanischen Bundesstaat Guerrero vor.[1]
  - Dahlia mollis P.D. Sørensen: Sie kommt im mexikanischen Bundesstaat Hidalgo vor. Sie hat die Chromosomenzahl 2n = 32.[1]
  - Dahlia barkerae Knowles & Westc.: Sie kommt nur im mexikanischen Bundesstaat Michoacán vor. Sie hat die Chromosomenzahl 2n = 64.[1]
  - Dahlia atropurpurea P.D. Sørensen: Sie kommt in den mexikanischen Bundesstaaten Guerrero und México vor. Sie hat die Chromosomenzahl 2n = 64.[1]
  - Scharlach-Dahlie (Dahlia coccinea Cav., Syn.: Dahlia popenovii Saff.): Sie kommt von Mexiko bis Belize und Guatemala vor.[2] Sie hat die Chromosomenzahl 2n = 32 oder 64.[1]
  - Dahlia australis (Sherff) P.D. Sørensen: Sie kommt in den mexikanischen Bundesstaaten Chiapas, Oaxaca, vielleicht auch Hidalgo vor und außerdem in Guatemala in den Departamentos Huehuetenango und Totonicapán. Sie hat die Chromosomenzahl 2n = 32 oder 64.[1]
  - Dahlia sherffii P.D. Sørensen: Sie kommt in den mexikanischen Bundesstaaten Chihuahua und Durango vor. Sie hat die Chromosomenzahl 32 oder 64.[1]
  - Dahlia scapigera (A. Dietr.) Knowles & Westc.: Diese Art erreicht nur Wuchshöhen von 20 bis 40 Zentimetern. Ihre Heimat sind die mexikanischen Bundesstaaten México, Michoacán und der Bundesdistrikt Mexiko-Stadt.[1]
  - Dahlia tenuis B.L.Rob. & Greenm.: Sie kommt nur im mexikanischen Bundesstaat Oaxaca vor. Sie hat die Chromosomenzahl 2n = 32.[1]
  - Dahlia tubulata P.D. Sørensen: Sie kommt nur in den mexikanischen Bundesstaaten Nuevo León und Tamaulipas vor. Sie hat die Chromosomenzahl 2n = 32.[1]
  - Dahlia parvibracteata Saar & P.D.Sørensen: Sie wurde 2000 aus dem mexikanischen Bundesstaat Guerrero erstbeschrieben. Sie hat die Chromosomenzahl 2n = 32.[1]
  - Dahlia neglecta Saar: Sie wurde 2002 aus dem mexikanischen Bundesstaat Hidalgo erstbeschrieben. Sie hat die Chromosomenzahl 2n = 64.[1]
  - Dahlia hjertingii H.V.Hansen & P.D.Sørensen: Sie wurde 2003 aus dem mexikanischen Bundesstaat Hidalgo erstbeschrieben. Sie hat die Chromosomenzahl 2n = 32.[1]
  - Dahlia cuspidata Saar, P.D.Sørensen & Hjert.: Sie wurde 2003 erstbeschrieben. Dieser Endemit ist nur von einem Ort im mexikanischen Bundesstaat Hidalgo bekannt.[1]
  - Dahlia spectabilis Saar & P.D.Sørensen: Sie wurde 2002 erstbeschrieben. Dieser Endemit ist nur von einem Ort im mexikanischen Bundesstaat San Luis Potosí bekannt. Sie hat die Chromosomenzahl 2n = 64.[1]

## Botanische Geschichte
Die ersten schriftlichen Aufzeichnungen über Dahlien verdanken wir dem spanischen Arzt Francisco Hernandez vom Ende des 16. Jahrhunderts. Seine ersten Abbildungen von Dahlien entstanden 1575 und wurden erst nach seinem Tode im Jahre 1615 und 1651 veröffentlicht. Sie zeigen bereits halbgefüllte Kulturformen, sodass anzunehmen ist, dass sie schon vor der Entdeckung der Europäer in Mexiko in Kultur waren.
1791 dann sandte Vicente Cervantes vom Botanischen Garten Mexiko-Stadt Dahliensamen nach Madrid zu Antonio José Cavanilles, damals Mitarbeiter und später Direktor des Real Jardín Botánico de Madrid. Noch im selben Jahr blühte die Pflanze, und anhand von Dahlia pinnata fertigte Cavanilles die wissenschaftliche Erstbeschreibung der Gattung an. Ihr Name ehrt den schwedischen Arzt und Botaniker Anders Dahl (1751–1789). Später beschrieb Cavanilles noch zwei weitere Arten, nämlich Dahlia rosea, die man als Synonym zu Dahlia pinnata ansieht, und Dahlia coccinea.
Ein späteres Synonym für die Gattung ist Georgine oder Georgina nach dem aus Pommern stammenden St. Petersburger Botaniker Johann Gottlieb Georgi. Von Carl Ludwig Willdenow 1805 irrtümlich vergeben, 1810 aber richtiggestellt, hielt sich die Bezeichnung unter Züchtern und ist in Skandinavien und Osteuropa heute noch als Trivialname für die Dahlien gebräuchlich.
Durch weitere Neubeschreibungen insbesondere Ende des 19. und in der ersten Hälfte des 20. Jahrhunderts (Hemsley, Sherff, Paul D. Sørensen) vergrößerte sich die Anzahl der erfassten Arten bis 1969 auf 24. Durch spätere Autoren erhöhte sich die Zahl der Arten auf mittlerweile rund 35.

## Verwendung

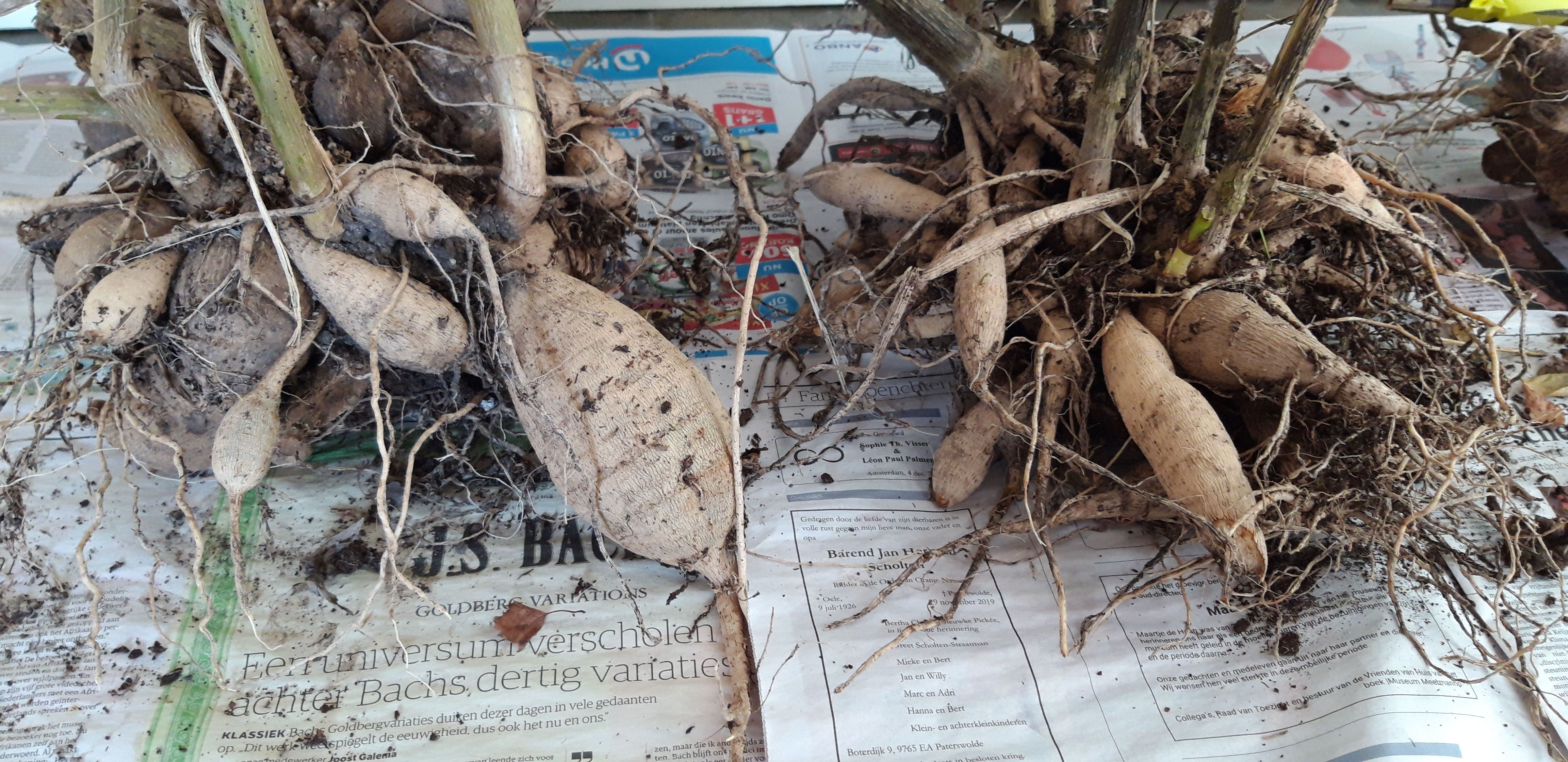
Dahlienknollen

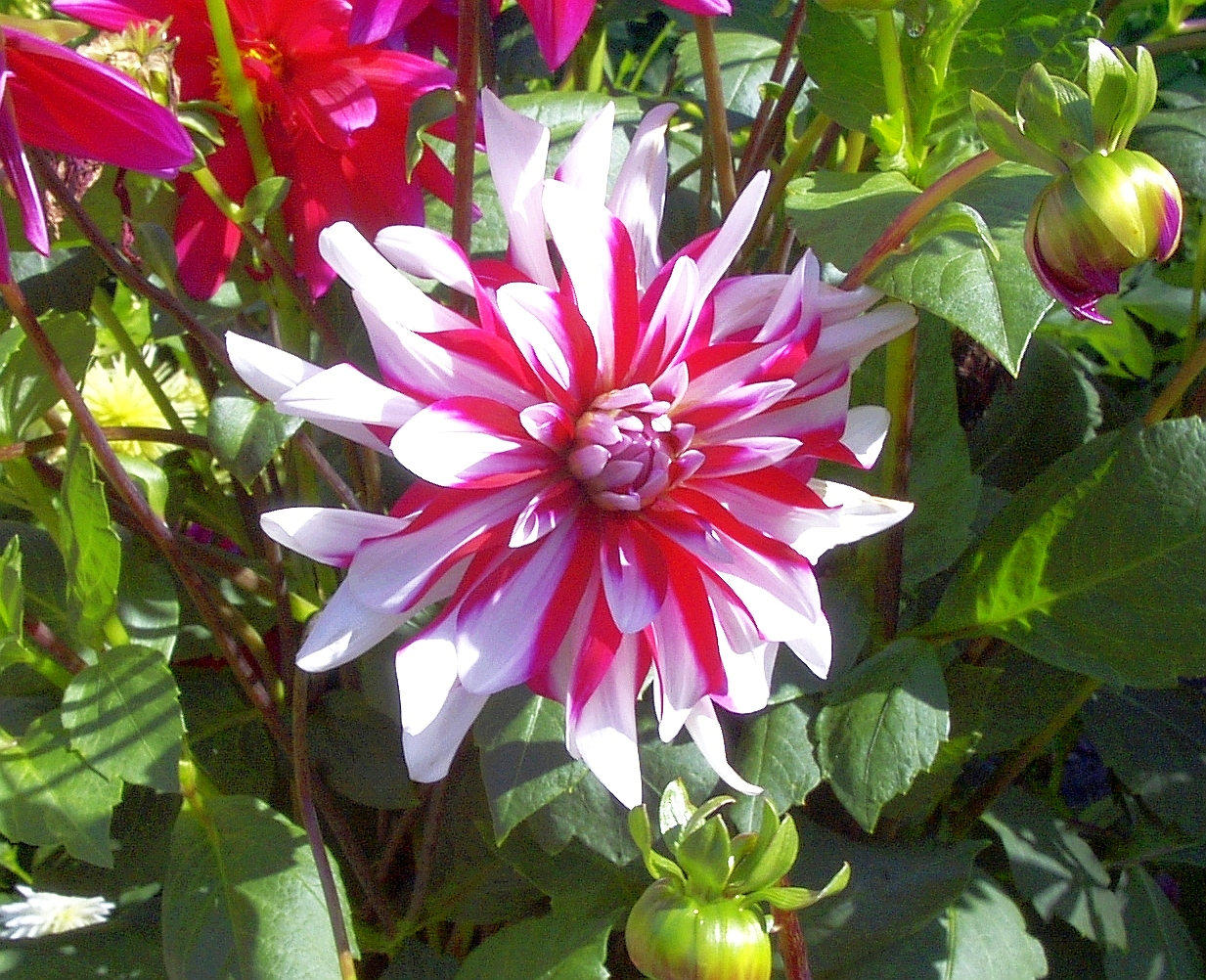
Dahlien-Hybride

Die Knolle der Dahlie ist essbar. Die Dahlie wurde von den Azteken als Nahrungspflanze kultiviert und wird auch heute in Mittelamerika gegessen. Daneben waren den Azteken zahlreiche medizinale Anwendungen bekannt. Auf Nahuatl hieß die Pflanze acocotli. Ob es sich bei der im Kodex Voynich abgebildeten (Fol. 99v#18) und als ăcatli bezeichneten Pflanze um eine Dahlie handelt, ist nicht völlig sicher. Dahlien wurden vom Königlichen Botanischen Garten von Madrid der essbaren Knollen wegen eingeführt. Die Knollen enthalten Stärke, Fett und Inulin Unter den Gartendahlien scheint es einige Unterschiede zwischen den Sorten zu geben, dies wurde aber noch nicht systematisch untersucht. Es scheint auch geschmackliche Unterschiede zu geben.
Garten-Dahlien gehen auf die Kreuzung von Dahlia coccinea und Dahlia pinnata zurück. Sie sind in zahllosen hybriden Zuchtformen beliebt als Zierpflanzen mit großen, dekorativen Blütenständen in vielen Farben und Farbkombinationen. Die Zahl der Sorten geht in die Tausende, in Züchterkreisen ist eine Systematik aus zehn Gruppen gebräuchlich, in der die Sorten nach Größe und Typ der Blütenstände eingeteilt werden.
In Mittel-Europa blühen Dahlien vom Sommer bis in den Herbst, sind aber nicht winterhart, sodass die Knollen im Haus überwintert werden müssen. Da Dahlien frostempfindlich sind, können sie nicht im Freiland überwintern. Die ausgegrabenen Knollen sollten in einem mäßig feuchten Keller bei einer Temperatur von fünf bis zehn Grad lagern. Bei wärmeren Temperaturen beginnen sie auszutreiben.
Dahlienknollen können wie Kartoffeln gekocht werden. Die Blätter können als Salate gegessen werden. Je nach Sorte können sie entfernt wie Spinat oder Rucola schmecken. Sogenannte Deli-Dahlien sind besonders zum Verzehr geeignet.
Dacopa, ein aus gerösteten Dahlienknollen hergestelltes Produkt mit intensivem Mokka-Geschmack, wurde als Kaffeeersatz verwendet und dient in Zentralamerika zur Aromatisierung von Getränken. Es wurde von dem einflussreichen Nahrungsmittelchemiker William A. Mitchell entwickelt.

## Trivia
Es gibt jedes Jahr zahlreiche Dahlienfeste, Ausstellungen und Zuchtschauen, so zum Beispiel den Dahliengarten in Gera, die jährliche Dahlienschau in Lindau/Bodensee (September und Oktober) oder seit 1931 das Dahlienquartier im Tiergarten Rostock.
Die Blüte der Dahlien in den deutschen Nationalfarben ist das Symbol der Kampagne Deutschland – Land der Ideen, die im Jahr 2005 gestartet wurde. Die Dahlie wurde erstmals vom Forscher Alexander von Humboldt nach Deutschland gebracht. Mit ihr soll die Innovations- und Forschungsfreudigkeit Deutschlands dargestellt werden.
Die Zwergdahlie Dahlia ×hybrida ‘Roter Schorsch’ wurde zur bayerischen Balkonpflanze des Jahres 2009 gekürt.